# Acid cerotic
Acidul cerotic (cunoscut și sub denumirea de acid hexacosanoic) este un acid carboxilic cu formula de structură restrânsă CH3-(CH2)24-COOH. Este un acid gras saturat, având 26 atomi de carbon.